# Северна Меса
Северна Меса (на испански: Mesa del Norte) е плато в северната част на Мексико, в северната част на Мексиканската планинска земя, разположено между планините Западна Сиера Мадре на запад, Източна Сиера Мадре на изток, долината на река Рио Гранде на север и платото Централна Меса на юг. Състои се от обширни плоски котловини („болсони“) и отделно стърчащи планински хребети. Дъната на котловините лежат на височина от 600 m на север до 2000 m на юг. Относителната височина на хребетите над околните равнини е от 600 до 1000 m. Голяма част от територията на Северната Меса се отводнява от епизодични реки, с изключение на река Кончос, десен приток на Рио Гранде, вливаща се в Мексиканския залив. Котловините са заети от пустинна растителност, а склоновете на планините – от редки борови и дъбови гори. В района на град Сан Франсиско дел Оро се разработват находища на полиметални руди и злато.